# Siagonodon borrichianus
Espèce
Synonymes
- Glauconia borrichiana Degerbøl, 1923
- Leptotyphlops borrichianus (Degerbøl, 1923)

Siagonodon borrichianus est une espèce de serpents de la famille des Leptotyphlopidae.

## Répartition
Cette espèce est endémique d'Argentine. Elle se rencontre dans les provinces de Mendoza, de La Rioja, de San Juan, de Neuquén et du Río Negro.

## Description
L'holotype de Siagonodon borrichianus mesure 185 mm dont 7 mm pour la queue et dont le diamètre au milieu du corps est de 3 mm. Cette espèce a le dos brun et la face ventrale blanchâtre.

## Étymologie
Son nom d'espèce lui a été donné en l'honneur d'Ole Borch (1626-1690), scientifique danois, l'auteur ayant passé une partie de sa scolarité au Medicæum Collegium dont Ole Borch en est le fondateur.

## Reproduction
Siagonodon borrichianus est ovipare. 

## Publication originale
- Degerbøl, 1923 : Description of a new snake of the genus Glauconia, from Mendoza. Videnskabelige Meddelelser Dansk Naturhistorisk Forening, Stockholm, vol. 76, p. 113-114 (texte intégral).